# موسم نادي الهلال السعودي 1972-73
نادي الهلال السعودي لكرة القدم 1972–73 يعتبر الموسم الخامس عشر في مسيرة نادي الهلال السعودي منذ تأسيسه 1957، برئاسة الأمير عبد الله بن ناصر بن عبد العزيز آل سعود، في هذا الموسم خروج من تصفيات كأس ولي العهد ضد النصر عام 1393 هجري حكم المباراة الحكم سعودي عبد الله كعكي وانتهت المباراة في الوقت الاصلية بالتعادل 2-2 سجل للهلال عبد الرحمن بشير والنور موسى لصالح نادي النصر سجل هدفي ناصر الجوهر ومحمد سعد العبدلي، لكن الأمير ممدوح بن سعود يحسم المباراة في آخر دقائق الشوط الإضافي الثاني بتسجيله هدف النصر الثالث.

## تشكيلة الفريق
ملاحظة: تشير الأعلام إلى المنتخب الوطني على النحو المحدد في قواعد الأهلية للفيفا. قد يحمل اللاعبون أكثر من جنسية واحدة غير تابعة للفيفا.
| الرقم | البلد    | المركز | اللاعب                  |
| ----- | -------- | ------ | ----------------------- |
|       | السعودية | حارس   | عبدالمحسن النزهة (ضاري) |
| 4     | السعودية | مدافع  | عبدالرحمن بشير «الغول»  |
| -     | السعودية | مهاجم  | ناجي عبد المطلوب        |
| -     | السعودية | مهاجم  | النور موسى              |

| الرقم | البلد    | المركز | اللاعب                        |
| ----- | -------- | ------ | ----------------------------- |
|       | السعودية | حارس   | إبراهيم اليوسف (حارس احتياطي) |